# محمود حاجی
محمود حاجی (انگلیسی: Mahmood Haji؛ زادهٔ ۱۱ مارس ۱۹۹۱)  تیرانداز اهل بحرین است. وی در بازی‌های المپیک تابستانی ۲۰۱۶ شرکت کرده‌است.